# Origa
ORIGA（オリガ、1970年10月12日 - 2015年1月17日）は、日本を拠点に活動したロシア人のシンガーソングライターである。本名はオリガ・ヴィターリエヴナ・ヤコヴレヴァ（ロシア語：Ольга Витальевна Яковлева／ラテン翻字：Ol'ga Vital'evna Yakovleva）である。既婚。一児の母。

## 略歴・人物
ソビエト連邦ロシア共和国（現：ロシア連邦）ノヴォシビルスク郊外の農村生まれ。幼い頃からエストラーダ（ロシアの軽音楽）やロシア民謡に親しみ、9歳の時にテレビ出演して、兵役を終え帰郷する兵士についての歌を披露している。ペレストロイカ期に西側のポップ・ミュージックに初めて触れ、深い感銘を受ける。
元々は音楽教師志望で音楽学校に通っていたが、同校卒業間近の1991年夏にソ連を訪れた札幌大学の教授と偶然懇意になり、急遽日本に招かれる。卒業後の1991年11月に姉妹都市の交流プログラムの一員として来日する。札幌で3か月ホームステイする間に数々のコンサートやテレビ出演を重ねていたところをスカウトされ、1992年に札幌のインディーズ・レーベルからアルバムを発売している。
その後は1993年にロード&スカイ（浜田省吾やスピッツが在籍する事務所）と契約して、1994年にアルバム『ORIGA』で、メジャー・デビューを果たす。
1995年7月1日に『浜田省吾 with R&S INSPIRATIONS』の一員として、阪神・淡路大震災のチャリティ・ソング「我が心のマリア」でメイン・ヴォーカルを担当した。浜田省吾はOrigaの歌声を「本当にクラシーバ（ロシア語で“美しい”の意味）だよね。天使の歌声ですよね」と評している。
デビュー以降は日本とロシアを行き来する生活を送っていたが、1996年前後に日本に拠点を構える。作曲家の菅野よう子と組んで、コマーシャル・ソングやアニメソングを多く手掛けた。その縁から様々なアニメフェスにも参加している。
2011年、プラネタリウム番組「スターリーテイルズ -星座は時を超えて-」（KAGAYA Studio制作）で主題歌を担当した。これを皮切りに、姫神（2代目）の楽曲に参加する。その後もKAGAYAによるプラネタリウム番組の主題歌・挿入歌においても、姫神と共演し参加するなど、カナダのバンクーバーに移住してからも日本での仕事を続ける。東京でのスタジオワークの為に一年ぶりに日本に戻っていた2015年1月8日に神奈川の病院に入院、1月17日午前8時20分に、肺がんによる心不全のため死去。44歳没。

## 作品

### シングル
- 風の中のソリテア
  - 1995年6月7日発売（EMIミュージック・ジャパン）

  1. 風の中のソリテア
  2. あなたがいるから
- ポーリュシカ・ポーレ“Le Vent Vert”〜Le Temps Bleu〜
  - 1998年7月23日発売（EMIミュージック・ジャパン）

  1. ポーリュシカ・ポーレ“Le Vent Vert”〜Le Temps Bleu〜
    - テレビドラマ『青の時代』オープニング主題歌

  2. リリカ
- 水のまどろみ
  - 2004年11月21日発売（ビクターエンタテインメント）

  1. 水のまどろみ
    - テレビアニメ『ファンタジックチルドレン』エンディング主題歌
    - 作詞：濱田理恵
    - 作曲・編曲：梁邦彦

  2. 水のまどろみ（Russian Version）
  3. 水のまどろみ（TV Version）
  4. 水のまどろみ（Instrumental）

### アルバム
- ORIGA
  - 1994年5月25日発売（EMIミュージック・ジャパン）

  1. リリカ
  2. 青い瞳
  3. My Angel 〜天使の白いつぼみ〜
  4. 愛のかけら
  5. 蝶々サン
  6. 文字のない手紙
  7. 茜色の光線
  8. 夢のあとに雨が降る
  9. ぱにまゆ 〜私ダケニ判ル〜
  10. 海 〜月のほとり〜
- illusia
  - 1995年1月28日発売（EMIミュージック・ジャパン）

  1. 風の中のソリテア
  2. アレルヤ
  3. あなたがいるから
  4. 星降る夜
  5. ゆりかごの記憶 〜父に捧ぐ〜
  6. 雫のささやき 〜The Whispers Of Dew〜
  7. 紅い花
  8. 空の扉
  9. カビタン
  10. 雲の住人
  11. ラ・ロンド・リュネール 〜La Ronde Lunaire〜
- リラからの風
  - 1996年9月11日発売（EMIミュージック・ジャパン）

  1. リラの街から（NHKロシア語会話2000放送のオープニング＆エンディング曲）
  2. 別離のとき
  3. SINEVA 〜藍〜
  4. ルナパーク
  5. 初雪
  6. 呼ばないで
  7. 神の裁き
  8. 空の端で
  9. 夜のメロディ
  10. 白い炎
- 永遠。
  - 1998年9月23日発売（EMIミュージック・ジャパン）

  1. 雨  (フジテレビ『もっと温泉に行こう!!』テーマ曲)
  2. 私の太陽
  3. 遠い日
  4. 忘れな草
  5. 二人の絆
  6. Star
  7. 花の散るとき
  8. 永遠とは
  9. TAM
  10. ピリグリム
  11. こわれた夢
  12. ポーリュシカ・ポーレ“Le Vent Vert”〜Le Temps Blue〜
- ERA OF QUEENS
  - 2003年11月19日発売（GEMMATIKA Records）

  1. OUVERTURE
  2. DIVA
  3. LULLABY
  4. DIMANCHE
  5. ERA OF QUEENS
  6. MOMENT
  7. TERSICORE
  8. ELECTRA'S SONG
  9. SERENATA
  10. QUESTE SARANNO
- AURORA
  - 2005年10月5日発売（GEMMATIKA Records）

  1. Aurora
  2. Chance
  3. Promise
  4. Kalinka
  5. Polyushko-pole
  6. 朝に満ちて
  7. don't let me go
  8. Aney,unborn child
  9. Shine,my star
  10. Mona Lisa
- THE SONGWREATH
  - 2008年10月8日発売（GEMMATIKA Records）

  1. Cradle,Cradle
  2. Chance(ロシア語バージョン)
  3. 花の散るとき
  4. こわれた夢
  5. カピタン
  6. 私の太陽
  7. We Can Hear Your Pulse
- Crystal Winter
  - 1994年11月11日発売（EMIミュージック・ジャパン）

  1. ベリョーザ
  2. We Can Hear Your Pulse
  3. Baby Alone In Babylone
  4. 忘れないで
  5. There Must Be An Angel（ユーリズミックスのカバー）
- The Best of ORIGA
  - 1999年10月14日発売（EMIミュージック・ジャパン）

  1. 風の中のソリテア
  2. リリカ
  3. 空の端で
  4. We Can Hear Your Pulse
  5. 雨
  6. ルナパーク
  7. リラの街から
  8. あなたがいるから
  9. ぱにまゆ 〜私ダケニ判ル〜
  10. ポーリュシカ・ポーレ“Le Vent Vert”〜Le Temps Blue〜
  11. 川よ、私の川よ
  12. 花の散るとき
  13. ラ・ロンド・リュネール 〜La Ronde Lunaire〜
  14. 我が心のマリア

### 楽曲提供
- 中森明菜 「ユア バースデイ」
  - アルバム『SPOON』 (1998年)

### アニメ
- アリーテ姫 オリジナル・サウンドトラック
  - 2001年7月11日発売（EMIミュージック・ジャパン）
    - クラスノ・ソンツェ
    - 魔女の指輪
      - 劇場公開アニメ『アリーテ姫』主題歌、他

- 攻殻機動隊 STAND ALONE COMPLEX O.S.T.
  - 2003年1月22日発売（ビクターエンタテインメント）
    - inner universe　[3]
      - テレビアニメ『攻殻機動隊 STAND ALONE COMPLEX』オープニング主題歌
      - 作詞：ORIGA
      - 作曲・編曲：菅野よう子
- 攻殻機動隊 Stand Alone Complex O.S.T. 2
  - 2004年3月26日発売（ビクターエンタテインメント）
    - rise
      - テレビアニメ『攻殻機動隊 S.A.C. 2nd GIG』オープニング主題歌
      - 作詞：ORIGA / Tim Jensen
      - 作曲・編曲：菅野よう子
- コックリ島のひととき 〜ボラボラ様からの贈りもの〜
  - 2005年3月2日発売（ビクターエンタテインメント）
    - 浮遊夢
      - テレビアニメ『ファンタジックチルドレン』イメージソング
      - 作詞・作曲・編曲：ORIGA
- 攻殻機動隊 STAND ALONE COMPLEX SOLID STATE SOCIETY O.S.T.
  - 2006年11月22日発売（ビクターエンタテインメント）
    - player
      - テレビアニメ『攻殻機動隊 STAND ALONE COMPLEX Solid State Society』オープニング主題歌
      - 作詞：ORIGA
      - 作曲・編曲：菅野よう子

    - date of rebirth
      - テレビアニメ『攻殻機動隊 STAND ALONE COMPLEX Solid State Society』エンディング主題歌
      - 作詞：ORIGA
      - 作曲・編曲：菅野よう子

### ゲーム
- ファイナルファンタジーXIII-2 オリジナル・サウンドトラック
  - 2011年12月14日発売（スクウェア・エニックス）
    - New Bodhum
    - New Bodhum -Aggressive Mix-
    - Historia Crux
    - Missing Link
    - Parallel World
    - Parallel World -Aggressive Mix-
    - Interval of Time
      - 作曲は全て鈴木光人
- アルノサージュ〜生まれいずる星へ祈る詩〜 ヴォーカルCD: Ar nosurge Genometric Concert side.蒼〜刻神楽〜 
  - 2014年3月5日発売（株式会社ガスト）
    - em-pyei-n vari-fen jang;
      - 作詞：ORIGA、石塚徹
      - 作曲・編曲：石塚徹

    - yal fii-ne noh-iar;（ヤルフィーネ・ノイア）
      - 作詞：ORIGA・dottedline hiroko
      - 作曲：dottedline hiroko
      - 編曲：石塚徹

### 参加作品
- Chaotic Vibes Orchestra[4]
  - 2014年8月13日発売（Sony Music Associated Records）
    - Animus